# Josep Comas Solá
| Odkryte planetoidy: 11 | Odkryte planetoidy: 11 |
| ---------------------- | ---------------------- |
| (804) Hispania         | 20 marca 1915          |
| (925) Alphonsina       | 13 stycznia 1920       |
| (945) Barcelona        | 3 lutego 1921          |
| (986) Amelia           | 19 października 1922   |
| (1102) Pepita          | 5 listopada 1928       |
| (1117) Reginita        | 24 maja 1927           |
| (1136) Mercedes        | 30 października 1929   |
| (1188) Gothlandia      | 30 września 1930       |
| (1626) Sadeya          | 10 stycznia 1927       |
| (1655) Comas Solá      | 28 listopada 1929      |
| (1708) Pólit           | 11 grudnia 1929        |

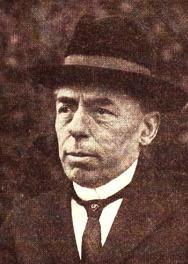
Josep Comas Solá

Josep Comas Solá (ur. 17 grudnia 1868, zm. 2 grudnia 1937) – hiszpański (kataloński) astronom.
Odkrył 11 asteroid. Jest odkrywcą komety okresowej 32P/Comas Solá, a także współodkrywcą komety nieokresowej C/1925 F1 (Shajn-Comas Solà) wspólnie z Grigorijem Szajnem.
Był pierwszym dyrektorem Observatorio Fabra w Barcelonie.
W uznaniu jego zasług nazwano dwie asteroidy: (1102) Pepita (od jego przezwiska Pepito) oraz (1655) Comas Solá nazwaną jego nazwiskiem.